# Waddenkaartmot
De waddenkaartmot (Agonopterix curvipunctosa) is een vlinder uit de familie van de grasmineermotten (Elachistidae). 

## Naamgeving
De wetenschappelijke naam is gepubliceerd in 1811 door Haworth.

## Kenmerken
De spanwijdte is 15-17 millimeter. Imagines vliegen van half augustus tot mei.

## Waardplant
De waardplanten van de rupsen zijn fijne kervel (Anthriscus caucal), fluitenkruid (Anthriscus sylvestris), dolle kervel (Chaerophyllum temulum), gewone engelwortel (Angelica sylvestris), grote engelwortel (Angelica archangelica) en hertswortel (Seseli libanotis). De soort overwintert als imago.

## Verspreiding
Het wordt gevonden in het grootste deel van Europa, met uitzondering van Ierland, Portugal, Finland, de Baltische regio en het westelijke en zuidelijke deel van de Balkan.